# Associação Cultural Esporte Clube Baraúnas
L'Associação Cultural Esporte Clube Baraúnas és un club de futbol brasiler de la ciutat de Mossoró a l'estat de Rio Grande do Norte.

## Història
El 1924, el Baraúnas era un bloc de carnaval (en portuguès bloco carnavalesco). Alguns membres d'aquest bloc, el 14 de gener de 1960, van fundar l'Esporte Clube Baraúnas. El 1966 adoptà el nom Associação Cultural Esporte Clube Baraúnas.
A nivell nacional ha participat en el Campeonato Brasileiro Série B l'any 1989, al Campeonato Brasileiro Série C l'any 1998 i a la Copa do Brasil de l'any 2005 (on guanyà l'América Mineiro, el Vitória, i el Vasco da Gama, però caigué davant el Cruzeiro. L'any 2006 es proclamà campió del campionat estatal.

## Palmarès
- Campionat potiguar:
  - 2006

- Copa Rio Grande do Norte:
  - 2004, 2007

- Campionat Mossoroense:
  - 1961, 1962, 1963, 1967, 1977

- Copa Oeste:
  - 2000

## Estadi
Baraúnas juga a l'estadi Nogueirão, amb capacitat per a 25.000 espectadors.